# Старий палац (Берлін)

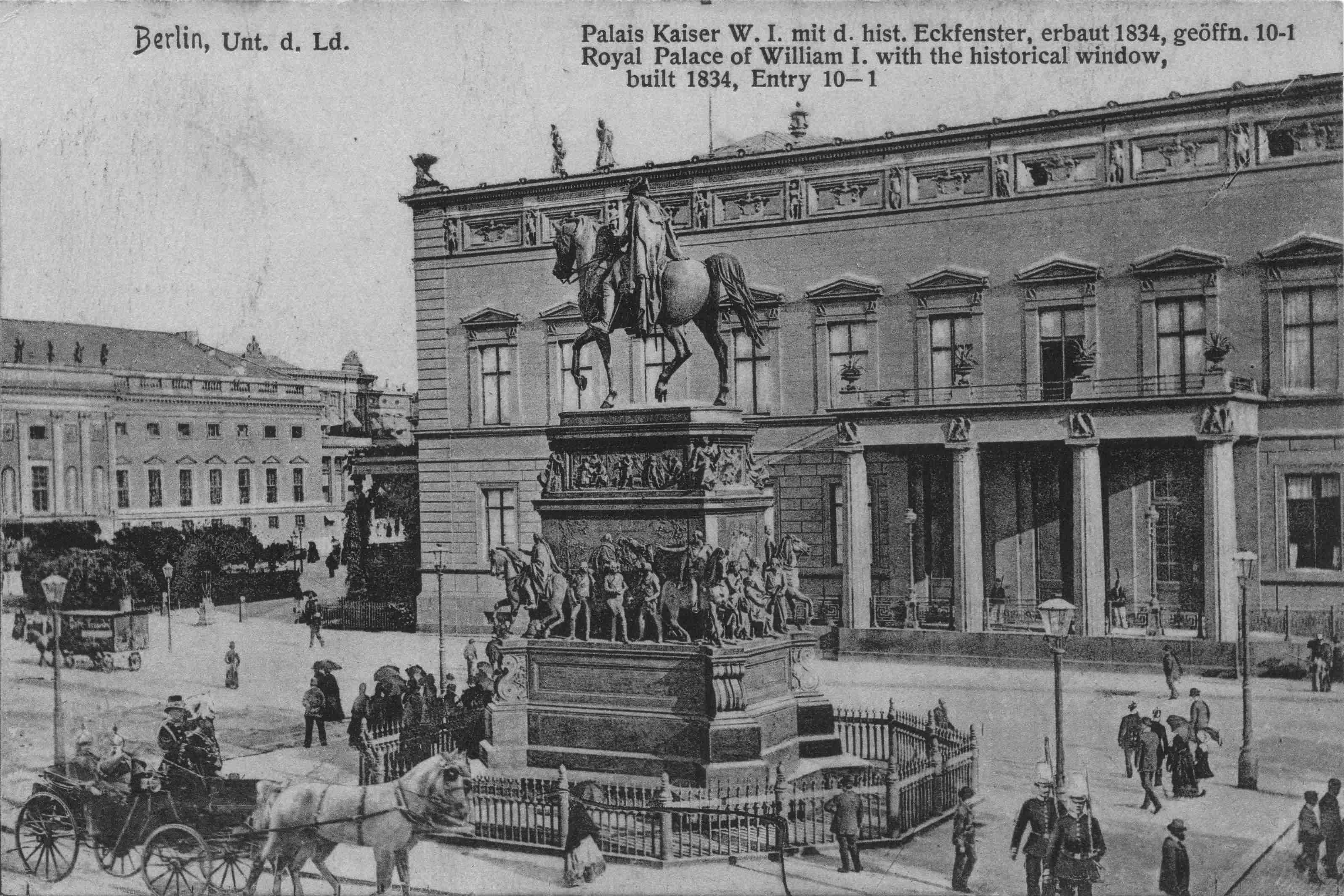
Кінна статуя Фрідріха Великого на тлі Старого палацу. 1900

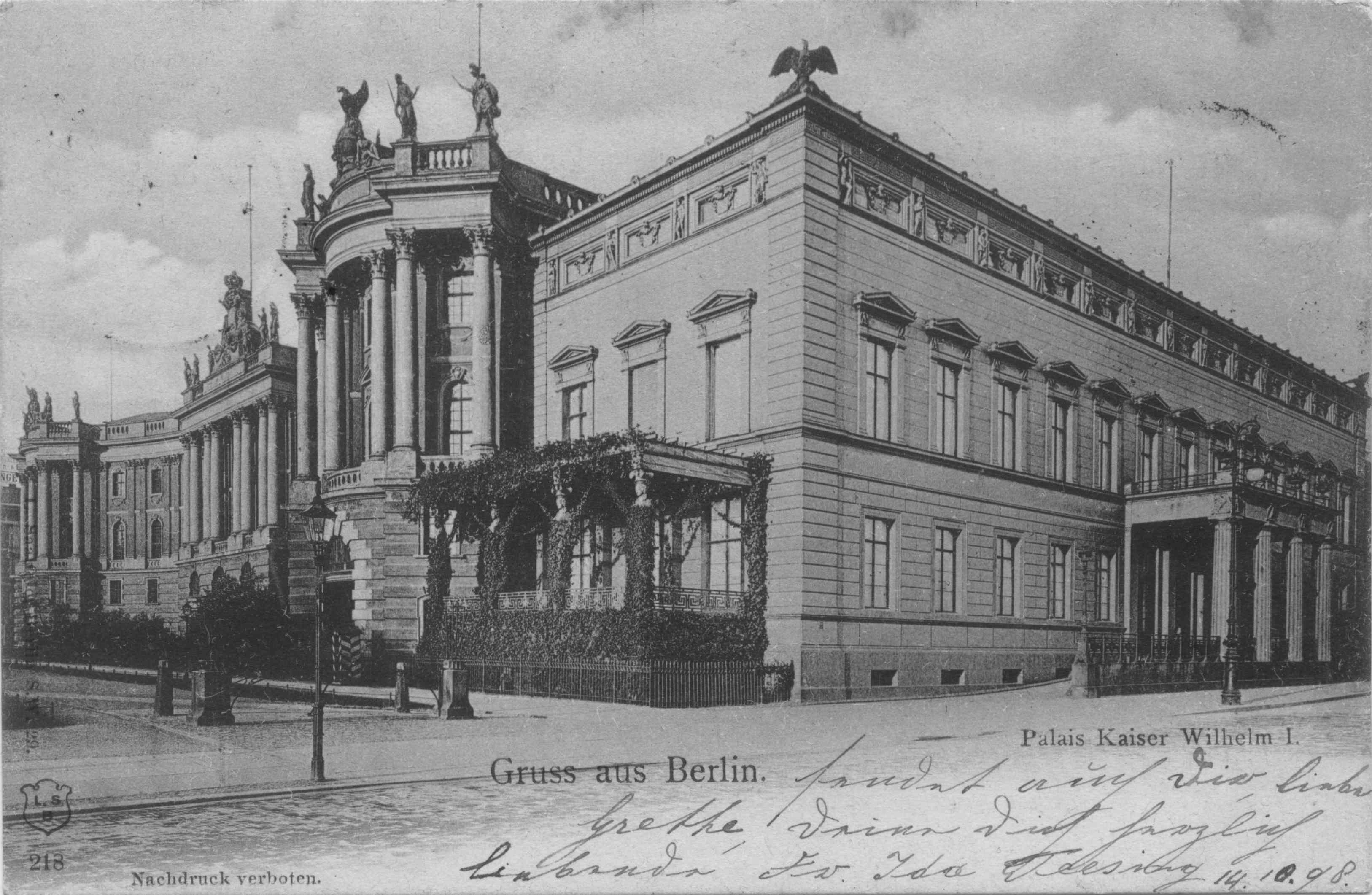
Стара бібліотека і Старий палац. 1900

Старий палац (нім. Altes Palais) — історична будівля у Берліні за адресою Унтер-ден-Лінден, 9. Столична резиденція короля Пруссії й імператора Німеччини Вільгельма I. У наш час є одним з корпусів юридичного факультету Берлінського університету.
На місці Старого палацу раніше знаходився збудований у 1688—1692 роках міський дім полковника фон Вейлера, командуючого артилерією Бранденбургского курфюрства. Син полковника продав дім маркграфу Філіпу Вільгельму Бранденбург-Шведтському. Його наступник маркграф Фрідріх Вільгельм доручив Карлу Людвігу Гильдебрандту перебудувати дім у в бароковий палац. У 1774 році король Фрідріх II відновив будівництво свого Forum Fridericianum, і сад і дворові споруди палацу були вимушені поступитися місцем будівництвубібліотеки. У 1817 році будівлю придбав граф Таунцін, шеф 3-го армійського корпусу. Йому спадковував у 1825 році  принц Вільгельм, але поселився у ньому лише у 1829 році після одруження з Августою.
Прусський кронпринц Фрідріх Вільгельм планував перебудувати форум у меморіал Фрідріху Великому. Для цього його улюблений архітектор Карл Фрідріх Шинкель збирався зруйнувати будівлю бібліотеки й маркграфського палацу, щоб на цьому місці міг постати великий палац з двома вежами для принца Вільгельма. Принц не погодився з цією ідеєю через фінансові причини, йому також здавалося неповагою зносити будівлю бібліотеки. Він вибрав більш скромний проект бреславльського архітектора Карла Фердинанда Ланґганса, який виконав поставлену принцом задачу: побудувати представницький і елегантний міський палац на обмеженій площі.
Ланґганс звів прикрашену теракотовим фризом двоповерхову будівлю з мезоніном у неокласичному стилі у 1834—1837 роках. Фасад, звернений на вулицю, має 13 віконних осей і критий під'їзд у формі портика. Фасад на Оперну площу прикрашала пергола. На нижньому поверсі з лівої частини будівлі знаходилися житлові й робочі приміщення Вільгельма, над ними на найвищому поверсі розміщувалися покої Августи з гвинтовими сходами. У центральній частині палацу знаходився вестибюль, головні сходи й салони. У більшій правій частині були розміщені парадні помешкання, у тому числі круглий зал для танців. Вільгельм проживав у палаці на Унтер-ден-Лінден впродовж п'ятдесяти років у період по закінченні військових навчань у жовтні й до весняного параду у березні. Палац перетворився у пам'ятку Берліна. Імператора Вільгельма можна було завжди побачити у кутовому вікні його кабінету, коли він опівдні спостерігав за зміною караулу у Нойе Вахе. Імператор Вільгельм I помер у цьому палаці 9 березня 1888 року, в пам'ять про нього кутове вікно було завжди завішеним. Після смерті імператриці Августи через два роки палац імператора Вільгельма відкрили для громадськості як меморіальний центр імператорської пари. Після 1918 року палац лишився у власності Гогенцоллернів. При націонал-соціалістах за палацом закріпилася назва «Старий палац». У 1943 році палац згорів усередині в результаті бомбардування. У 1945 році палац був націоналізований Радянською воєнною адміністрацією й пізніше переведений у власність Берлінського університету, але опинився в запустінні, чекаючи реконструкції два десятки років. Відновлення Старого палацу відбулося у 1963—1964 роках разом з Старою бібліотекою.